# 卡普阿斯舌鰨
卡普阿斯舌鰨為輻鰭魚綱鰈形目鰨亞目舌鰨科的其中一種，為熱帶淡水魚，分布於亞洲婆羅洲西部卡普阿斯河流域，體長可達28.5公分，棲息在河川砂泥底質底層水域，生活習性不明。

## 扩展阅读
維基物種上的相關：卡普阿斯舌鰨